# Samuel Cummings
Samuel Cummings (* 7. Februar 1927 in  Philadelphia; † 29. Mai 1998 in Monaco) war ein US-amerikanischer Waffenhändler.

## Leben
Cummings, der als Sohn wohlhabender britischer Eltern in den USA aufwuchs, war schon in seiner Jugend ein Waffensammler. Als sich nach 1945 durch die Verkleinerung der US Army nach Kriegsende neue Möglichkeiten boten, beendete Cummings ein Studium an der George Washington University und studierte darauf kurz in Oxford. Als er bei dieser Gelegenheit die Schlachtfelder des Zweiten Weltkriegs in Europa besuchte, beschloss er Waffenhändler zu werden. 1950 trat er der gerade gegründeten CIA bei, wobei er zunächst in Korea erbeutete Waffen identifizierte. Zu Beginn seiner Tätigkeit als Waffenhändler gab er sich als Hollywood-Regisseur aus und sammelte in Europa Kriegswaffen ein, vorgeblich als Ausstattung für Filme, und verkaufte sie an die damalige Regierung Taiwans mit 100 Millionen USD Gewinn. 1981 nahm Cummings die britische Staatsbürgerschaft an. 1981 bezeichnete ihn Time Magazine als weltweit größten privaten Waffenhändler, insbesondere was leichte Waffen anging, mit Niederlassungen in Großbritannien, Panama, Monaco, Argentinien und einem Umsatz allein in den USA von bis zu 100 Millionen Dollar.

### Tätigkeit als Waffenhändler
Im Jahr 1953 gründete Cummings das Rüstungshandelsunternehmen International Armament Corporation und verließ die CIA, mit der er jedoch in der Folge enge Geschäftsbeziehungen pflegte. Das erste Projekt der International Armament Corporation war die Operation PBSUCCESS 1954 in Guatemala. Der Geschäftssitz des Unternehmens befand sich am Potomac River in Alexandria (Virginia). 1957 belieferte er die von Fidel Castro angeführten kubanischen Guerillas mit Waffen, die von der CIA bezahlt wurden.

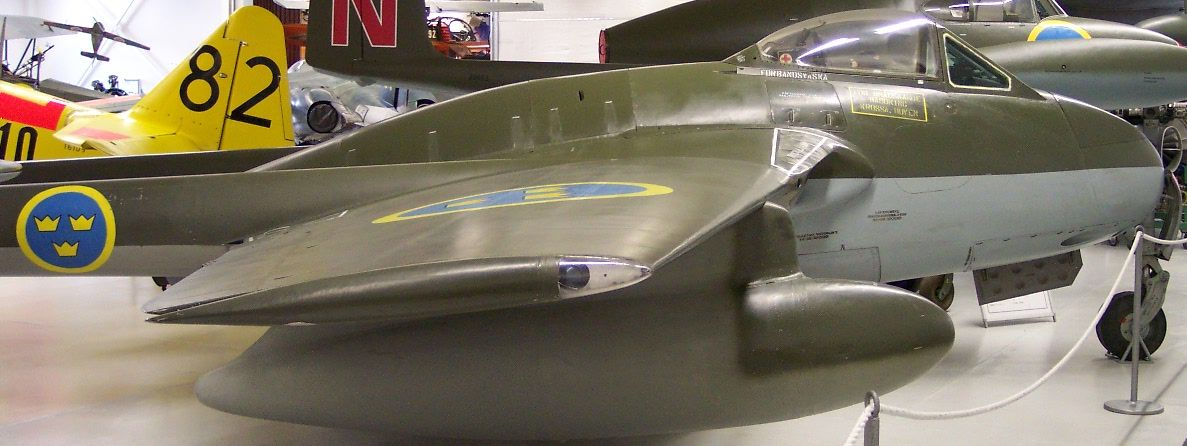
Schwedische D.H.100

Für die Luftwaffe des dominikanischen Präsidenten Rafael Trujillo organisierte Cummings 25 De-Havilland-D.H.100-Vampiers aus Schweden.

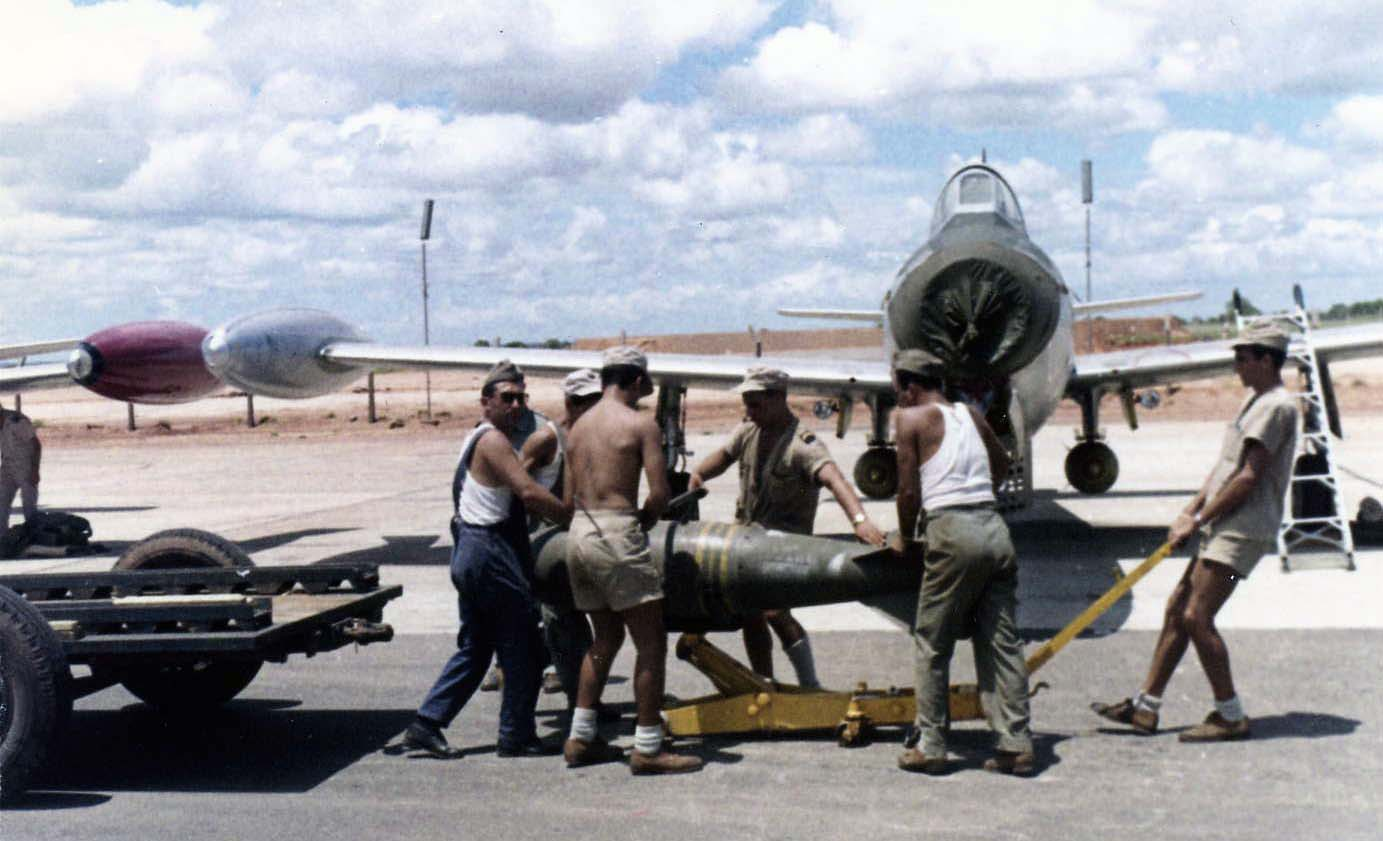
Republic F-84 in Luanda

1961 wurden Republic-F-84-Flugzeuge bei der Luftwaffe ausgemustert und mit der International Armament Corporation auf die Air Base Nr. 9 in Luanda überführt. Dort wurden sie von der 91. Schwadron von António de Oliveira Salazar im Kolonialkrieg in Angola eingesetzt. Als 1966 Fiat-G.91-Jets an Portugal verkauft wurden, wurde vereinbart, dass diese nur auf nationalem Territorium eingesetzt würden. Nach Erhalt erklärte Salazar die überseeischen Gebiete zu seinem nationalen Territorium.
Die International Armament Corporation nutzte bis 1967 die Abkürzung Interarmco. Nach einem Rechtsstreit mit der Armco Steel Corporation um die Namensrechte nutzte sie die Abkürzung Interarms.
1967 erklärte Cummings vor einem Senatsausschuss in Washington, dass im Jahr 1966 über die VEBEG Verwertungsgesellschaft für bundeseigene Güter verkaufte 90 North American F-86 der Luftwaffe der Bundeswehr in Persien nur zwischengelandet sind, bevor sie weiter nach Pakistan flogen. 1981 hatte Interarms 250 Beschäftigte. In London unterhielt die Firma lange Zeit eine große Niederlassung in der Bollo Lane. Dort wurden in der Hauptsache Waffen aus den Beständen der britischen Armee aufgekauft und weitervermittelt. Auch die berühmte Büchsenmacherei Churchill Gunmakers gehörte zum Interarmco-Konzern.